# Harold Alexander
Harold Rupert Leofric George Alexander, I conte Alexander di Tunisi (Londra, 10 dicembre 1891 – Slough, 16 giugno 1969), è stato un generale e politico britannico, ministro della Difesa e governatore del Canada.

## Biografia
Partecipò alla prima guerra mondiale, durante la quale si comportò con grandissimo valore; si racconta che portasse sempre una piccola bandiera irlandese in tasca perché, diceva: «Voglio essere il primo a piantarla a Berlino». Uno dei grandi protagonisti della seconda guerra mondiale, Alexander fu il capo del corpo di spedizione alleato che sbarcò in Sicilia. Lo sbarco in Sicilia contribuì in maniera rilevante alla cacciata dell'esercito tedesco dalla Sicilia e alla caduta del regime fascista. Eppure, il generale Alexander nella prima metà della guerra si era trovato a dirigere soltanto catastrofiche ritirate. Nel 1940, infatti, al comando del I Corpo d'armata, guidò l'operazione Dynamo che prevedeva l'evacuazione delle truppe alleate da Dunkerque; si narra che Alexander fu l'ultimo a lasciare la spiaggia e prima di imbarcarsi, volle ancora perlustrare la costa su un motoscafo per accertarsi che non fosse rimasto nessuno da mettere in salvo.
Nel 1942 arrivò in Birmania quando Rangoon (futura capitale) era ormai circondata dai giapponesi; la fulminea invasione giapponese obbligò l'esercito di Alexander a una umiliante e frettolosa ritirata da Rangoon e dalla Birmania. Così, paradossalmente, furono due sconfitte a far sì che gli fossero affidati altri importantissimi comandi: nel 1942, quello di tutte le forze britanniche nell'Africa settentrionale (in concomitanza con l'arrivo del generale Bernard Montgomery al comando dell'VIII armata britannica), e alla fine del 1944, dell'intero esercito alleato nel mar Mediterraneo (sostituendo il generale Henry Maitland Wilson). Nel gennaio 1943 partecipò alla conferenza di Casablanca, incontro fra Winston Churchill, Franklin Delano Roosevelt e Charles de Gaulle. Organizzò la spedizione inglese nell'Africa del nord; fermò e respinse l'Afrika Korps del generale Erwin Rommel. Le truppe italo-tedesche furono costrette a ritirarsi dall'Egitto, per tutta la Libia, fino in Tunisia; a Tunisi furono definitivamente sconfitte nel maggio del 1943.
Dopo la conquista del Nord Africa, Alexander ebbe il comando di tutte le forze alleate presenti in Italia (e il comando della Sicilia occupata, dal luglio al settembre 1943) e insieme con il generale Dwight David Eisenhower, concluse l'armistizio (costituito da un armistizio "corto" e da uno "lungo") con il maresciallo Pietro Badoglio, che divenne operativo e ufficiale l'8 settembre 1943. Continuò la guerra contro i tedeschi fino alla presa di Roma (4 giugno 1944). Nell'agosto 1944 Alexander diffuse un foglio d'istruzioni in cui invitava i vari Comitati di Liberazione Nazionale ad "assalire i comandi e i piccoli centri militari "Uccidere i germanici alle spalle, in modo da fuggire alla reazione per poterne uccidere degli altri".
Il 26 agosto dello stesso anno Nello Iacchini, partigiano italiano, gli salvò la vita catturando un cecchino tedesco appostato nei pressi di Saltara sulla strada lungo la quale poco dopo sarebbero passati Alexander e Winston Churchill, in visita in Italia. Il 13 novembre 1944 lanciò per radio l'ordine alle formazioni partigiane il "Proclama Alexander" di «cessare le operazioni organizzate su vasta scala», pur specificando che era necessario «conservare le munizioni e i materiali» e «approfittare però ugualmente delle occasioni favorevoli per attaccare i tedeschi e i fascisti» oltre che «continuare nella raccolta delle notizie di carattere militare concernenti il nemico». Contro le stesse intenzioni di Alexander, il messaggio fu interpretato come un invito a desistere. In ogni caso il comando del Corpo volontari della libertà evitò lo smantellamento inopinato della Resistenza.
Fu nominato feldmaresciallo e comandante supremo delle forze alleate del Mediterraneo durante la fase finale della guerra e della Resistenza nel Nord Italia tra il 1944 e il 1945. Il comando delle truppe alleate in Italia passò al generale statunitense Mark Clark, che instaurò una più duttile collaborazione con il CLN. Fu lui a consegnare a Tito i prigionieri di guerra jugoslavi anticomunisti (in particolare dello Stato Indipendente di Croazia) che furono poi sterminati dai partigiani jugoslavi in quello che è noto come massacro di Bleiburg. Il 9 giugno 1945 firmò a Belgrado l'accordo relativo ai confini provvisori, la linea Morgan, tra l'Italia e la nuova Jugoslavia.
Nel 1946 venne nominato Governatore Generale del Canada (l'ultimo di origine britannica a ricopre tale carica) e sempre nel 1946 fu nominato visconte con il titolo di Alexander di Tunisi (Alexander of Tunis) e venne insignito anche della Legion d'Onore dal governo francese. Fu ministro della Difesa dal gennaio del 1952 all'ottobre del 1954. Morì a Slough, nei pressi di Londra, il 16 giugno del 1969.
Massone, fu membro effettivo della Loggia Athlumney n. 3245 di Londra, della quale fu Maestro venerabile nel 1938-1939, ed ebbe varie cariche nella Gran Loggia unita d'Inghilterra, tra le quali quella di Gran sorvegliante.